# Dicamptodon aterrimus
Dicamptodon aterrimus là một loài kì giông thuộc chi Dicamptodon.